# Galáxia elíptica

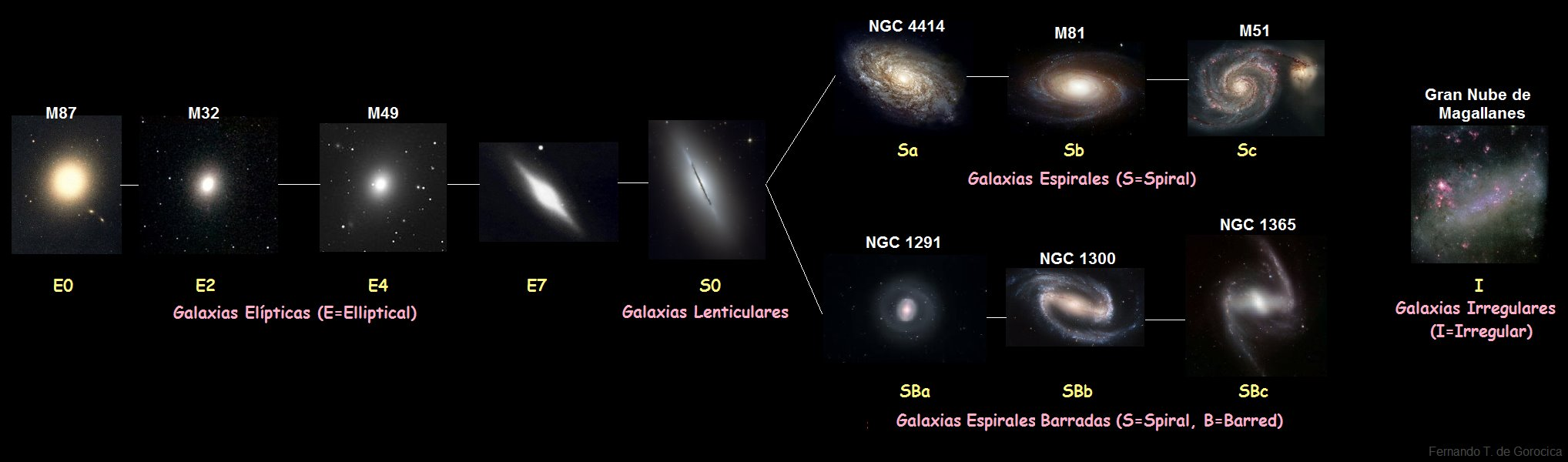
Classificação morfológica das galáxias por Edwin Powell Hubble.

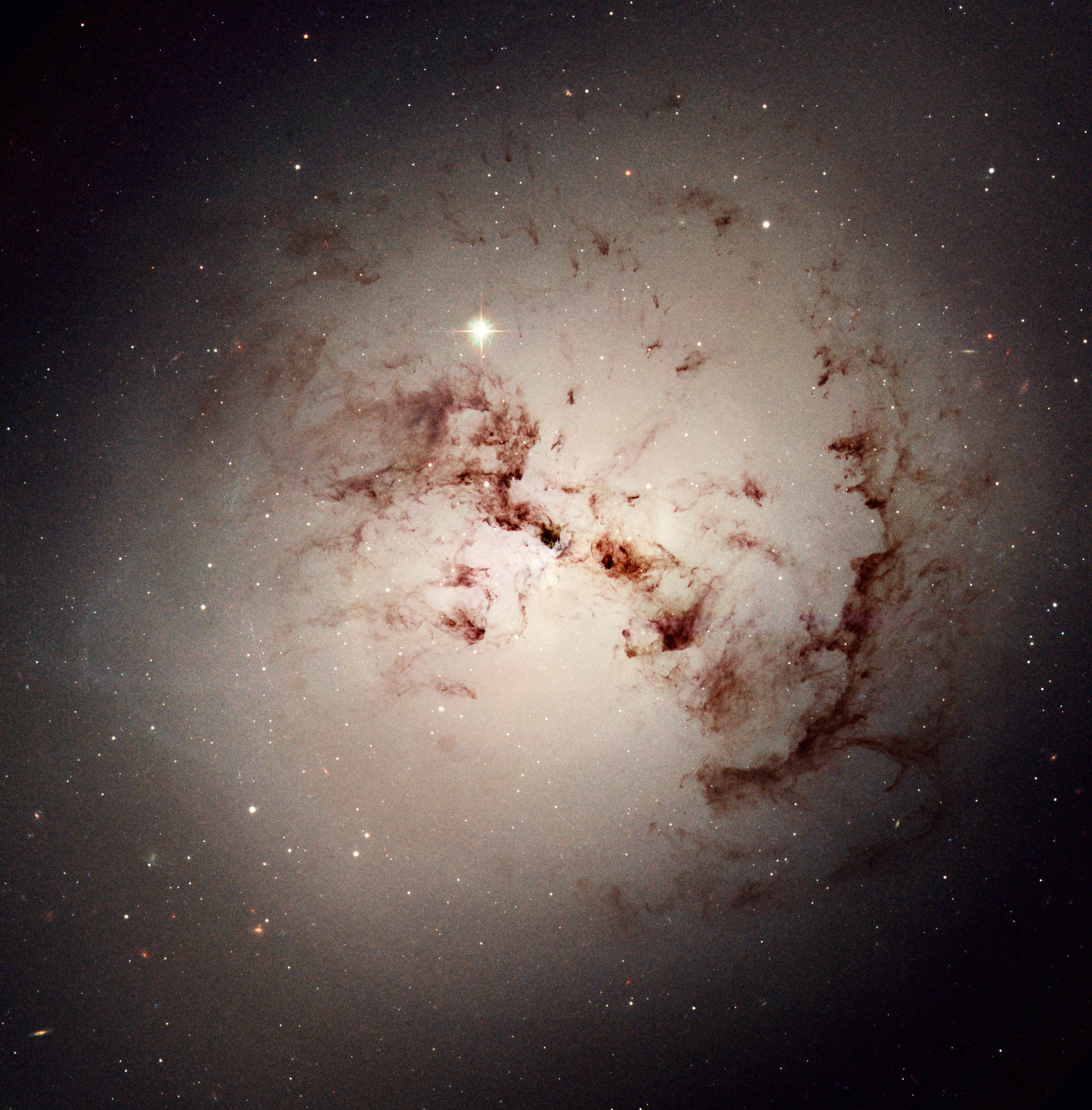
Galáxia elíptica gigante NGC 1316.

Uma galáxia elíptica é um tipo de galáxia, com uma forma aproximadamente elipsoidal e uma imagem suave e quase sem traços característicos. Diferentemente de galáxias espirais em que há organização e estrutura, galáxias elípticas estão distribuídas mais igualmente entre as três dimensões do espaço, não possuindo muita estrutura. Suas estrelas possuem órbitas aleatórias, contrastando com as órbitas planares e organizadas de galáxias espirais. A grande maioria dessas galáxias têm pouco gás, pouca poeira e poucas estrelas jovens. De uma forma mais expressa elas se parecem muito com o núcleo e halo das galáxias espirais. Algumas são bem alongadas e outras bem achatadas se vistas da Terra. 
Embora pareçam simples, acredita-se que galáxias elípticas sejam o resultado da complexa união de duas ou mais galáxias espirais.

## Características gerais
É possível notar um achatamento nessas galáxias principalmente nas galáxias de maior massa, esse achatamento não é devido a sua rotação, mas sim à anisotropia da distribuição de velocidade das estrelas que as integram, na direção do semieixo maior as estrelas se movem com maior velocidade do que no semieixo menor. 

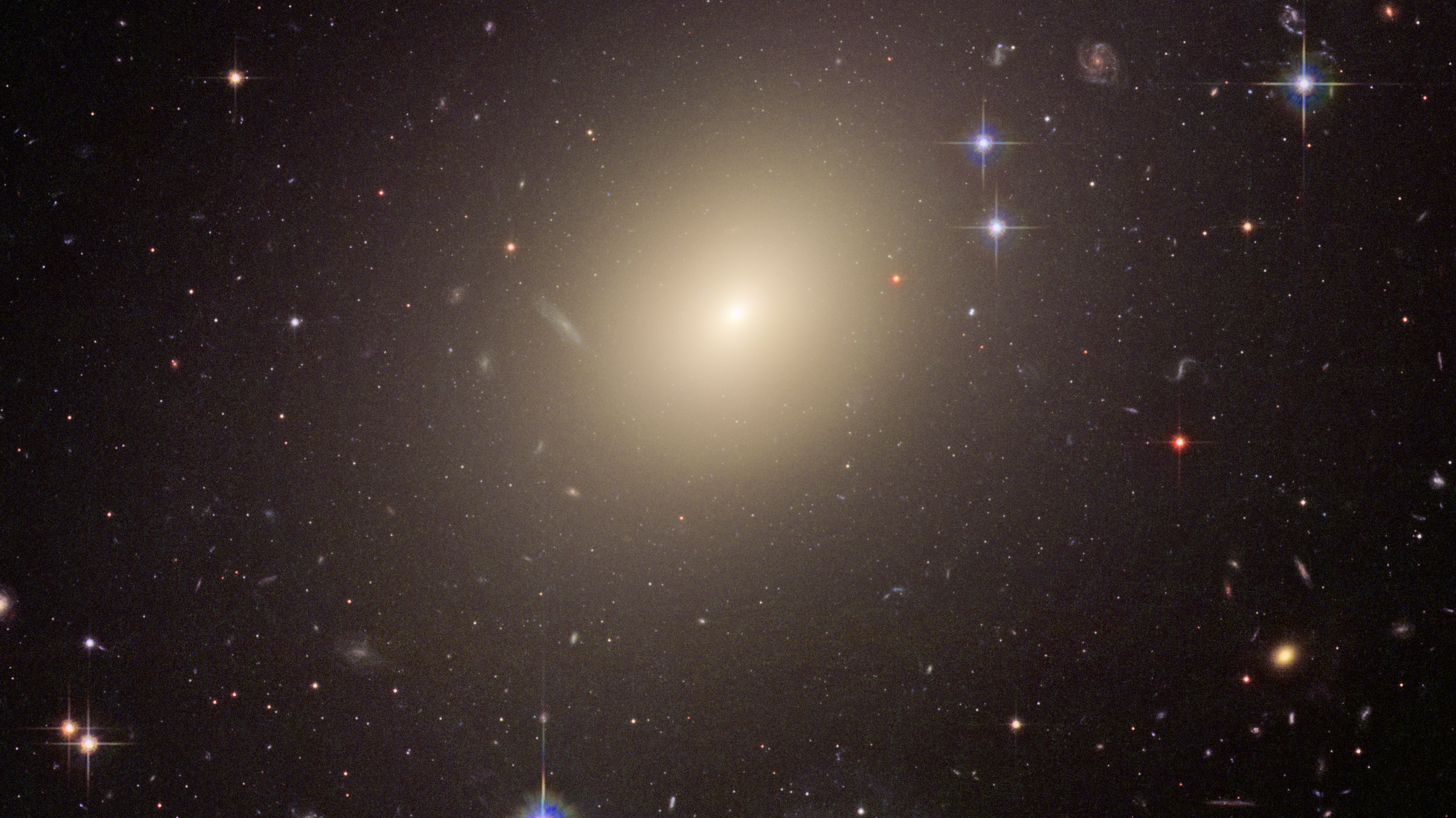
Galáxia elíptica ESO 325-G004.

Em galáxias elípticas, as estrelas orbitam de uma forma aleatória, muito diferente das galáxia espiral onde as estrelas do disco se movem de maneira ordenada ao redor do centro galáctico. 
Como nesse tipo de galáxia há pouco gás em comparação com outras galáxias, não há uma grande formação estelar, por isso apresenta um tipo de população estelar velha, logo, resulta em uma coloração amarelo-vermelho.
Devido a essas disparidades imensas de tamanho, as galáxias elípticas foram divididas em diversas classes morfológicas:
- Galáxia elíptica gigante (cD)
- Galáxia elíptica normal
- Galáxia elíptica anã (dE's)
- Galáxia esferoidal anã (dSph's)
- Galáxia anã compacta azul (BCD's)